# 青山穣
青山 穣（あおやま ゆたか、1965年1月30日 - ）は、日本の男性声優。愛知県出身。ケンユウオフィス所属。

## 来歴
かつては九プロダクションに所属していた。
小学生の頃に『がんばれ!ベアーズ』などを見たことで映画に興味を持ち、映画館に1日中こもる日もあるほど夢中になる。
「中学生になったら映画研究会に入ろう」と考えていたが、実際に中学校に入学すると映画研究会は無かったため、演劇部に入部した。しかし、40人ほどいたその演劇部員は女子がほとんどで男子部員は青山のみだっため、男1人という疎外感から「高校に入ったら今度こそ映画研究会に」と、密かに考える。だが、進学した愛知県の男子高校は再び映画研究会が無かったため演劇部に入部。ここで過激な訓練を受けながらも芝居の魅力に取り付かれたといい、甲子園より狭き門（中部6県から1校だけ）といわれる高校演劇の全国大会へ出場。このことが役者を目指す大きなきっかけになったという。
日本大学芸術学部演劇学科へ進学後は「演劇にまつわる全てを学ぼう」と、演劇青年として芝居漬けの毎日を過ごし、卒業後は教員からの勧めでイギリスロンドンに留学。イギリス演劇を2〜3年ほど学んだ。帰国後は「ヨーロッパ演劇を学んだため、今度は日本の古典劇もちゃんと勉強しなければ」と思い、歌舞伎座でアルバイトをしつつ、同時に小劇場を主宰。また、ほかの舞台には客演で「星の数」ほど出演したという。
歌舞伎座でのアルバイトをしている時、ある人物から「青山は声に特徴があるから、声優に向いているかも」と勧められたことで声優の仕事に興味を持ち、映像テクノアカデミアに入学。卒業後、指導を受けた吹替ディレクターによって、とあるシリーズの主役に抜擢された。

## 人物
方言は名古屋弁。資格は普通自動車免許。
声優としては、数多くのテレビアニメ、外画吹き替えなどで活躍。
役柄としては、クセのある悪役を演じる機会が多い。このことについて、「悪を演じるのが楽しいのは確か」「悪って複雑で、大概は最後に死なないといけない」「その死に向かって演じてやろうというドラマチックな楽しさは必ずある」と語っている。『モンスターズ・インク』のランドール・ボッグス役は、インタビューで「初めて来た少し大きなクセのある役」に挙げており、「私にとってはすごく面白い役でした」と語っている。
先が見えず、不安や悩みを抱えている後輩に対しては「若いうちから、声優の訓練だけしてデビューする、それで自分の引き出しは枯れないのか、長続きするのか？」「プロになるにあたって、デビューが遅すぎるなんていうことは決して無い」「訓練を積め、色々な経験をせよ、世界を見て来い」との言葉も掛けている。
アニメ『かぐや様は告らせたい〜天才たちの恋愛頭脳戦〜』などナレーターとしての活動もある。青山本人によると、ナレーションは「自分の立ち位置、視点」が定められていないため「今も悩み続けています」と述べながらも、先輩である矢島正明の言葉から、ナレーションをキャラクターとして捉え担当するようになったという。

## 出演
太字はメインキャラクター。

### 劇場アニメ
1998年
- スプリガン（幹部C）

1999年
- ガンドレス（スメラギ大尉）

2000年
- 機動戦士ガンダムII 哀・戦士篇 特別版（コズン）

2010年
- 劇場版 銀魂 新訳紅桜篇（岡田似蔵）
- ルー＝ガルー（石田理一郎）

2012年
- 名探偵コナン 11人目のストライカー（警備員）

2016年
- デジモンアドベンチャー tri. 第3・5・6章（2016年 - 2018年、望月教授） - 3作品

2017年
- 青鬼 THE ANIMATION（渡辺）
- 夜明け告げるルーのうた（タコ婆）
- 交響詩篇エウレカセブン ハイエボリューション1（ヴォダラク父）

2018年
- 映画 ドライブヘッド〜トミカハイパーレスキュー 機動救急警察〜（牛頭寛治）
- フリクリ オルタナ（神田束太）

2020年
- Gのレコンギスタ II・III（2020年 - 2021年、サラマンドラ艦長） - 2作品
- 映画 プリキュアミラクルリープ みんなとの不思議な1日（アブラハム）

2022年
- 鹿の王 ユナと約束の旅（迂多瑠）
- 映画 ゆるキャン△（編集長）

2023年
- BLUE GIANT（川喜田）

2024年
- 範馬刃牙VSケンガンアシュラ（寂海王）

### OVA
1994年
- 銀河英雄伝説

2001年
- めだかの学校（ポチくん）

2002年
- 殺し屋1 THE ANIMATION EPISODE 0（父）

2004年
- 天罰エンジェルラビィ☆（長老）

2006年
- スカイガールズ（嶋秋嵩）

2008年　
- HELLSING（英国国防総省スタッフ）

2010年
- エア・ギア 黒の羽と眠りの森 -Break on the sky-（ナレーション）
- 機動戦士ガンダムUC（2010年 - 2014年、ガエル・チャン）

2013年
- FAIRY TAIL × RAVE（ジャックポットMKII）

2014年
- リトルバスターズ! EX（叔父）

2016年
- ブラッククローバー（レブチ）

2017年
- 機動戦士ガンダム サンダーボルト（ペトロ・ガルシア）

2019年
- ストライク・ザ・ブラッド（2019年 - 2020年、叶瀬賢生） - 2シリーズ

2021年
- かぐや様は告らせたい?〜天才たちの恋愛頭脳戦〜（ナレーション） - コミックス第22巻OVA付き同梱版

2024年
- コードギアス 奪還のロゼ（岩本時男）

### Webアニメ
- ニンジャスレイヤー フロムアニメイシヨン（2015年、ラオモトの声[45]）
- クレヨンしんちゃん外伝 エイリアン vs. しんのすけ（2016年、丸出蛸助）
- HERO MASK（2018年、ジェフリー・コナー[46]）
- 矢場とんオリジナルアニメ「大須のぶーちゃん」（2019年、吽くん、安藤くんパパ[47]）
- OBSOLETE（2019年、コマンダー）
- バキ（2020年、寂海王[48]）
- スプリガン（2022年、ラルフ・クーリー）
- LUPIN ZERO（2022年 - 2023年、大佐）
- 伊藤潤二『マニアック』（2023年、互須[49]）
- 範馬刃牙（2023年、寂海王）
- PLUTO（2023年、中村）

### ゲーム
1999年
- リフレインラブ2（臼木一浩）

2001年
- 暴れん坊プリンセス（魔物ラフター、勇者ロビン、ラヒドラ、賞金稼ぎ〈親分〉）

2003年
- ラチェット&クランク2 ガガガ!銀河のコマンドーっす（チューン工房Xの経営者）
- デカボイス（アンディ・マッケンジー）

2005年
- 機動戦士ガンダム 一年戦争（コズン・グラハム、フラナガン・ブーン）
- 紅忍 血河の舞（銀平衛）
- テイルズ オブ コモンズ（清雲）
- ローグギャラクシー（ジュピス・トゥーキー・マクガネル）

2006年
- アーマード・コア4（サーダナ）
- CLANNAD（紳士）
- BLEACH 〜放たれし野望〜（伊江村八十千和）
- マブラヴ オルタネイティヴ（ネウストラシムイ艦長）
- ワイルドアームズ ザ フィフスヴァンガード（カルティケヤ）

2007年
- 銀魂 万事屋ちゅ〜ぶ ツッコマブル動画（岡田似蔵、チンピラ風の男、新撰組隊士A、チンピラA、新生鬼兵隊隊士A、悪の組織一般兵C、映画館の店長）
- 召喚少女 〜ElementalGirl Calling〜（ベン、オジジィ）
- スターオーシャン1 First Departure（デル・アーガスィ）
- NARUTO -ナルト- 疾風伝 ナルティメットアクセル2（サソリ・ヒルコ）
- Microsoft Flight Simulator X

2008年
- KANE&LYNCH: DEAD MEN（リフィック）
- 白騎士物語（アミル）

2009年
- アサシン クリード II（フランチェスコ・デ・パッツィ）
- KILLZONE 2（メール・ラデック大佐）
- 007 慰めの報酬（ドミニク・グリーン）

2010年
- 維新恋華 龍馬外伝（勝海舟）
- コール オブ デューティ ブラックオプス（エドワード リヒトーフェン）
- NARUTO -ナルト- ナルティメットストーム2（サソリ・ヒルコ）

2011年
- Kinect: ディズニーランド・アドベンチャーズ（キツネどん）
- 遙かなる時空の中で5（ハリー・パークス）

2012年
- Kinect ラッシュ: ディズニー/ピクサー アドベンチャー（プロフェッサー・ゼット / ザンダップ）
- Dragon Age II（セバスチャン）
- FAIRY TAIL ゼレフ覚醒（ジュラ・ネェキス）
- 龍が如く5 夢、叶えし者（真鍋幹二）
- コール オブ デューティ ブラックオプス2（エドワード リヒトーフェン）

2013年
- KILLER IS DEAD（セバスチャン）
- 銀魂のすごろく（岡田似蔵）
- ソニック ロストワールド（ザズ）
- プレイステーション オールスター・バトルロイヤル（ラデック）

2014年
- 相州戦神館學園 八命陣 天之刻（百鬼空亡）
- 第3次スーパーロボット大戦Z 時獄篇
- 白猫プロジェクト（アルベルト/RB）
- Rewrite（刑事）

2015年
- UNTIL DAWN -惨劇の山荘-（ドクター・ヒル）
- ブラッドボーン（初代教区長ローレンス、悪夢の主ミコラーシュ）
- トロピコ5（オークスワース卿）
- ドラゴンクエストVIII 空と海と大地と呪われし姫君（ザバン）
- コール オブ デューティ ブラックオプス3（エドワード・リヒトーフェン、リヒトーフェン1.0）
- Fallout4

2016年
- SDガンダム GGENERATION GENESIS（コズン・グラハム、ガエル・チャン）
- Life Is Strange（サミュエル・テイラー）
- Call of duty Infinit Warfere ZOMBIES（ウィラード・ワイラー）
- League of Legends（コグ＝マウ、シンジド、ジェイス、ブリッツクランク）

2017年
- Holizon zero dawn (レッシュ)
- Need for Speed Payback（マーカス・"ギャンブラー"ウィアー)

2018年
- 銀魂乱舞（岡田似蔵）
- 進撃の巨人2（オリジナルナレーション）
- フルメタル・パニック！ 戦うフー・デアーズ・ウィンズ（ロイ・シールズ）
- THE KING OF FIGHTERS ALLSTAR（ヴォルフガング・クラウザー）
- Life Is Strange: Before the Storm（サミュエル・テイラー）
- コール オブ デューティ ブラックオプス4（エドワード・リヒトーフェン、リヒトーフェン1.0）

2019年
- キングダム ハーツIII（ランドール）
- アルカ・ラスト 終わる世界と歌姫の果実（サイファ）
- Borderlands 3（マーカス）
- スターオーシャン1 First Departure R（デル・アーガスィ）

2020年
- ゼノブレイド ディフィニティブ・エディション（ラダム）
- ドラゴンクエストX いばらの巫女と滅びの神 オンライン（ドクター・ムー）
- ウォッチドッグス　レギオン（デヴィッド・フォード〈シネマティックトレーラー〉）
- サイバーパンク2077（ヴィクター）
- Destiny 2（2020年 - 2022年、セイント14、フィンチ、サバスンのワーム）

2021年
- Re:ゼロから始める異世界生活 偽りの王選候補（リッケルト）
- 北斗の拳 LEGENDS ReVIVE（2021年 - 2023年、オウガイ）
- 白夜極光（ソルラド）
- LOST JUDGMENT 裁かれざる記憶（坂東秀美）
- ONE PIECE トレジャークルーズ（ページワン）

2022年
- ダイイングライト2 ステイ ヒューマン（ホーコン）
- 共闘ことばRPG コトダマン（Dr.ジョヴァンニ）
- ソウルハッカーズ2（ヒューズ）
- スターオーシャン6 THE DIVINE FORCE（レミントン・クルツマン、行商星人サンタ）
- たとえばラストダンジョン前の村の少年が序盤の街で暮らすような物語〜ドタバタ英雄譚〜（ピリド）

2023年
- モンスターストライク（『かぐや様』ナレーション）
- テミラーナ国の強運姫と悲運騎士団（レイナート・ファリアス・ハイネマン）
- アーマード・コアVI ファイアーズオブルビコン（チャティ・スティック）
- マリオ+ラビッツ ギャラクシーバトル「レイマン・イン・ザ・ファントムショー」（ファントム） - DLC追加キャラクター
- 英傑大戦（2023年 - 2024年、 蕭何、チンギス・ハン他）
- STAR OCEAN THE SECOND STORY R

2024年
- ユニコーンオーバーロード（ジェローム）
- Rise of the Ronin（ラザフォード・オールコック）
- 百英雄伝 (クロン、ヴァールモーリス）
- Wizardry Variants Daphne

2025年
- Honor of Kings（魯班7号 本体）

### ドラマCD
- 赤い刀（ナレーション）
- 鬼絆 KIZUNA 彼方なる陽を求めて（勅使）
- クロックタワー3（ジョン・ヘイグ）
- 低俗霊DAYDREAM（用心棒A）
- 遙かなる時空の中で5 夜明け前 壱（ハリー・パークス）
- -ヒトガタナ-（赤坂穿吾）
- “文学少女”（高見沢）
- ルードヴィッヒ革命（父王）
- 第13回 東方M-1ぐらんぷり（易者）
- 第14回 東方M-1ぐらんぷり（易者）
- 第18回 東方M-1ぐらんぷり（易者）
- Rosebd Gravity（ガンマ）

### 吹き替え

#### 担当俳優
クエンティン・タランティーノ
- ジャンゴ 繋がれざる者（鉱業社の従業員 / 襲撃者）
- スーパーパンプト/Uber -破壊的ビジネスを創った男-（ナレーター）
- デス・プルーフ in グラインドハウス（ウォーレン）
- プラネット・テラー in グラインドハウス（兵士）
- マイ・ファニー・レディ（本人）

スティーヴ・ブシェミ
- アルマゲドン（ロックハウンド）※フジテレビ版
- 嘘はフィクサーのはじまり（ラビ）
- コン・エアー（ガーランド・グリーン）※テレビ朝日版
- チャックとラリー おかしな偽装結婚!?（クリント・フィッツァー）
- バートン・フィンク（チェット）※DVD版
- 灰の記憶（アブラモヴィッチ）
- ビッグ・フィッシュ（ノザー・ウィンズロー）※機内上映版
- ホーム・オン・ザ・レンジ にぎやか農場を救え!（ウェスリー）
- Mr.ディーズ（クレイジー・アイズ）
- モンスターズ・インク（ランドール・ボッグス）
- モンスターズ・ユニバーシティ（ランドール・ボッグス）

メル・ギブソン
- サウスパーク（本人役）※FOX版
- チキンラン（ロッキー）※予告編
- ファーザーズ・デイ（スコット）

#### 映画
- アート・オブ・ウォー2（ジョン・ギャレット〈ロックリン・マンロー〉）
- 愛してる、愛してない...（ロイック〈サミュエル・ル・ビアン〉）
- アイスブレーカー（ビル・フォスター〈ステイシー・キーチ〉）
- アグネスと幸せのパズル（ロバート〈イルファーン・カーン〉）
- 悪魔のいけにえ（ヒッチハイカー〈エドウィン・ニール〉）※BD版
- 悪魔の毒々モンスター 新世紀絶叫バトル（カブキマン巡査部長 / 悪のカブキマン、レミー・キルミスター）
- 悪魔を憐れむ歌（エドガー・リース〈イライアス・コティーズ〉）※ソフト版
- アナコンダ2（ビル・ジョンスン〈ジョニー・メスナー〉）
- あの頃ペニー・レインと（フレディ〈マーク・ペリントン〉）
- アベンジャーズ（パット・キアーナン）
- 甘い人生
- アルティメット（大佐）
- アルマゲドン2010（ピッツ）
- 暗殺の瞬間（トム〈ビョルン・フローバルグ〉）
- アンティ・キラー（クロス）
- アンルーリー/復讐の街（ラミ〈リシャール・ボーランジェ〉）
- イヴ 戦慄のセクシー・アンドロイド ※テレビ東京版
- 怒りの河（エマーソン・コール〈アーサー・ケネディ〉）※ソフト版
- 怒りの戦場 CODE：PIRANHA（キリル・マズール〈ウラジミール・マシコフ〉）
- 今そこにある危機 ※テレビ朝日版
- イレイザー ※日本テレビ版
- イントゥ・ザ・ブルー（レイエス〈ジェームズ・フレイン〉）
- インファナル・アフェア ※テレビ東京版
- インプラント（サム・バーンサイド〈イーサン・エンブリー〉）
- 陰謀のセオリー ※テレビ朝日版
- ウェス・クレイヴンズ ウィッシュマスター（ジョニー・ヴァレンタイン〈トニー・トッド〉、ナレーター〈アンガス・スクリム〉）
- ウォルト・ディズニーの約束
- 裏窓の女 -甘い嘘-（ジャン＝ユード・ギメ）
- エアリフト（スターリン）
- 永遠のこどもたち（カルロス〈フェルナンド・カヨ〉）
- エイリアン・ネイション4（ジェイソン・ウェブスター）
- エスケープ・フロム・L.A.（ビバリーヒルズ公衆衛生局長官〈ブルース・キャンベル〉）※フジテレビ版
- エディ・マーフィの劇的1週間（トッド、カール・シモンズ〈リチャード・シフ〉）
- エネミー・アクション（ユーリ・アバカロフ）
- エバー・アフター（ヴィルヘルム・グリム）
- エベレスト 3D（ジョン・クラカワー〈マイケル・ケリー〉[64]）
- エントラップメント ※テレビ朝日版
- オーシャンズ11（バーテンダー）※フジテレビ版
- オーシャンズ8（ユーリ〈ジェームズ・ビベリー〉[65]）
- 狼 男たちの挽歌・最終章（エディ、殺し屋）※カルチュア・パブリッシャーズ版
- 大津波（ステファン・ドアマーゲン〈ハンス・ツィッシュラー〉）
- オクトパス IN N.Y.（市長、マッド・ドッグ）
- 男たちの挽歌（キン〈ケネス・ツァン〉、ワンの代理を名乗る男）※カルチュア・パブリッシャーズ版
- 男たちの挽歌 II（ルン〈ディーン・セキ〉、キン〈ケネス・ツァン〉）※カルチュア・パブリッシャーズ版
- オフロでGO!!!!! タイムマシンはジェット式（ルー〈ロブ・コードリー〉）
- オフロでGO!!!!! タイムマシンはジェット式2（ルー〈ロブ・コードリー〉）
- オリバー・ツイスト（トビー・クラキット〈マーク・ストロング〉）
- 快盗ブラック・タイガー（ゴオ）
- 帰ってきた!!白バイ野郎ジョン＆パンチ
- 崖っぷちの男（野次馬の男）
- カジノ・ヒート（ヘフター警部〈ケイリー＝ヒロユキ・タガワ〉）
- ガジュラ（パパラッチ）
- 華氏451（フェビアン〈アントン・ディフリング〉）※ソフト版
- カッレくんの冒険（クラース）
- かみさまへのてがみ（ブレイディ〈ジェフリー・ジョンソン〉）
- 噛む女 ブロンドの誘惑に秘められた罠
- 仮面の男（宮廷顧問〈ヒュー・ローリー〉）
- カルマ（ウィルソン〈レイ・チーホン〉）
- GEAR ギア（TJ・ベイカー）
- 喜劇王（監督）
- 救命艇（コバック）※PDDVD版
- キング・オブ・エジプト（アヌビス〈ゴラン・D・クルート〉）
- キングコブラ（アーウィン・バーンズ博士、ジェシー）
- グース ※テレビ朝日版
- グッド・バーガー（グリフェン〈J・オーガスト・リチャーズ〉）
- グラディエーターII 英雄を呼ぶ声（進行役〈マット・ルーカス〉[66]）
- グランドコントロール 乱気流（クルーズ〈ロバート・ショーン・レナード〉）※旧ソフト版
- グリッドファイヤー（ロン・デレイノ）
- クリムゾン・タイド ※テレビ朝日版
- クレージーモンキー 笑拳 ※ブロードウェイ版
- クレイジー・シックス（マオ〈マリオ・ヴァン・ピーブルズ〉）
- 黒い司法 0%からの奇跡（トミー・チャップマン〈レイフ・スポール〉）
- クロコダイル2（ソル）
- GAMER（フリーク〈ジョン・レグイザモ〉）
- 劇場版 ドーラといっしょに大冒険（コール〈マイケル・ペーニャ〉）
- 拳精 ※ブロードウェイ版
- ゴースト・オブ・マーズ（ドス）
- ゴースト・オブ・ミシシッピー
- ゴールド/金塊の行方（ブライアン・ウルフ〈コリー・ストール〉）
- 恋する40DAYS（ジョン・サリヴァン）
- 恋におちたシェイクスピア（ランバート、ノル）
- 恋のゆくえ/ファビュラス・ベイカー・ボーイズ（チャーリー〈デイキン・マシューズ〉）※BD・DVD版
- 交渉人（ヘルマン〈ネスター・セラーノ〉）※テレビ朝日版
- ゴッドファーザー（モー・グリーン〈アレックス・ロッコ〉）※コッポラ・リストレーション版
- コニー&カーラ（ティボー）
- コラテラル（リチャード〈ピーター・バーグ〉）
- コレクター（ジョン・サンプソン〈ビル・ナン〉）※ソフト版
- コン・エクスプレス（スミアノフ〈アーノルド・ヴォスルー〉）
- 13F（ジェイソン・ホイットニー / ジェリー・アシュトン〈ヴィンセント・ドノフリオ〉）
- サイコ（ボブ・サマーフィールド〈フリー〉）
- サイモン・バーチ（サイモンの父）
- ザスーラ（ロボット）※ソフト版
- ザ・スナイパー（ジュリアン・ノーブル〈ピアース・ブロスナン〉）
- サスペリア（ミリウス教授〈ルドルフ・シュンドラー〉、ナレーター〈ダリオ・アルジェント〉）※ソフト版
- サスペリア2000（アレックス・リット〈リック・ジャナシ〉）
- ザ・ネスト（チャーチ）
- SURVIVOR/野獣地帯（ウェックス）
- ザ・フーリガン（マーティン〈ショーン・パートウィー〉）
- ザ・フォッグ（マローン神父）
- ザ・ブリード/NIGHT WORLD（マルコム・ジョーンズ）
- サブリナ 麗しの魔女 in グレートバリアリーフの休日
- ザ・リスト 官能の罠（ハーヴェイ・フィッターマン）
- ザ・ロック（マーヴィン・イシャーウッド）※テレビ朝日版
- G.I.ジェーン（ニューベリー）※ソフト版
- ジェシカおばさんの事件簿
  - ジェシカおばさんの事件簿/南南西に進路を取れ（ロン・グズマン）
  - ジェシカおばさんの事件簿/寒い国から来た標的（ユーリ・マレンコヴィッチ〈ダンカン・レガー〉）
  - ジェシカおばさんの事件簿/ふたつの墓の謎（ジェブ・バックネル）
  - ジェシカおばさんの事件簿/遺言に隠された謎（トム・マロイ）
- シェフ! 〜三ツ星レストランの舞台裏へようこそ〜（ジャッキー・ボノ〈ミカエル・ユーン〉）
- ジェミニマン（ユーリ・コヴァッチ〈イリア・ヴォロック〉[67]）
- 史上最悪のボートレース ウハウハザブーン（警備員）
- シックス・センス（スタンリー・カニンガム）※日本テレビ版
- ジャガー（クマレ〈ダニー・トレホ〉）
- 蛇鶴八拳 ※ブロードウェイ版
- ジャック（留置場の警官）※ソフト版
- ジャック・ザ・リッパー（キャサリンの父、フレイジャー警視総監）
- シャッター アイランド（ジョージ・ノイス〈ジャッキー・アール・ヘイリー〉）
- ジョーズ（タフト氏）※テレビ東京版
- ジョナ・ヘックス（グレイデン・ナッシュ）
- ジル・リップス 殺戮者（ジョー・クジャヴィア）
- 人生は、奇跡の詩（グアゼッリ医師）
- 新約聖書/ヨハネの福音書（パリサイ人）
- 新レッドブル（ズコフ大佐〈リチャード・リンチ〉）
- スイート・ライフ/ザ・ムービー（モーズビー〈フィル・ルイス〉）
- スカイキャプテン ワールド・オブ・トゥモロー（トーテンコフ博士〈ローレンス・オリヴィエ〉）
- スカイ・ファイター（スティーブン博士）
- スター・ウォーズ エピソード4/新たなる希望（ゴールドリーダー〈アンガス・マッキネス〉）※特別篇ソフト版
- スター・ウォーズ エピソード5/帝国の逆襲（ダック・ラルター〈ジョン・モートン〉）※DVD・BD版
- ストーカー（デュアン〈アンディ・コミュー〉）
- ストーリーブック 屋根裏の魔法使い（パウチ）
- ストレンジャー・コール（ストレンジャー〈トミー・フラナガン〉）
- スノーデイ/学校お休み大作戦（雪かき命〈クリス・エリオット〉）
- スパイダーマン3（ジャズ・クラブの用心棒）
- スパイダーマン:ホームカミング（マック・ガーガン〈マイケル・マンド〉[68]）
- スマーフ（バニティ）
- スラップ・ショット（ジャン・ギー・ドルアン）※ソフト版
- スラムドッグ$ミリオネア（警部〈イルファーン・カーン〉）
- S.W.A.T.（T・J・マッケイブ〈ジョシュ・チャールズ〉）※ソフト版
- 戦場にかける橋（グローガン〈パーシー・ハーバート〉）※ソフト版
- ソー 生命の木とアスガルドの神々（ロキ〈リチャード・グリエコ〉）
- 捜査官ジーナ
- ソウル・フード（シミュエル・ジェームズ）
- ソルジャー（ルブリック少尉）※フジテレビ版
- ダークシティ（ミスター・ハンド〈リチャード・オブライエン〉）※ソフト版
- ダークナイト（ドーピー〈マイケル・ストヤノフ〉）※テレビ朝日版
- ダークナイト ライジング（フィリップ・ストライバー〈バーン・ゴーマン〉）
- ダーク・ブラッド（ハリー〈ジョナサン・プライス〉）
- ダーティ・コップ（ダミアン・ベイン〈ワイクリフ・ジョン〉）
- 大脱出（ホブス所長〈ジム・カヴィーゼル〉）
- 大脱走（ヴェルナー）※テレビ東京版
- ダイ・ハード3（カール〈スヴェン・トアヴァルド〉）※フジテレビ版・テレビ朝日版
- ダウンサイズ（デイヴ〈ジェイソン・サダイキス〉）
- タキシード（ディートリッヒ・バニング〈リッチー・コスター〉）
- ダッドナップ パパ誘拐計画（モーリス〈フィル・ルイス〉）
- ダドリーの大冒険（バリー）
- 007シリーズ
  - 007/ダイヤモンドは永遠に（ホワイト〈ジミー・ディーン〉[69]、ピーター・フランクス）※ソフト版
  - 007/消されたライセンス（フランツ・サンチェス〈ロバート・デヴィ〉）※ソフト版
  - 007/トゥモロー・ネバー・ダイ（チャールズ・ロビンソン〈コリン・サーモン〉）※テレビ朝日版
  - 007/慰めの報酬（エルヴィス〈アナトール・トーブマン〉[70]）※キングレコード版
- ダブル・ジョパディー（カッター〈マイケル・ガストン〉）※ソフト版
- ダンテズ・ピーク（ターナー保安官）※ソフト版、（パイロット〈クリストファー・マレー〉）※テレビ朝日版
- チェーン・リアクション ※テレビ朝日版
- チェイシング・エイミー（コレクター、ジム・ヒックス）
- 地球が静止した日（サム）
- チャーリーズ・エンジェル（痩せ男〈クリスピン・グローヴァー〉）※テレビ朝日版
  - チャーリーズ・エンジェル フルスロットル ※テレビ朝日版
- チャンス!（ハーレー・メイソン〈ジェリー・ハーディン〉）
- 沈黙の陰謀（ポーグ〈サイラス・ウィアー・ミッチェル〉）※ソフト版
- 沈黙の追撃（フレッチャー捜査官〈ウィリアム・ホープ〉）
- ツイスターズ（ベン〈ハリー・ハデン＝ペイトン〉[71]）
- 追跡者（マイク・コンロイ、スターク）※ソフト版
- DC911（アンドリュー・カード大統領首席補佐官、トニー・ブレア首相、ヘンリー・B・"ヒュー"・シェルトン陸軍大将、ロバート・バード上院議員、コファー・ブラック、アリエル・シャロン首相）
- ディープ・インパクト（アイラ・モスカテル）
- ディープ・ブルー（トム・スコギンス〈マイケル・ラパポート〉）※日本テレビ版
- ディープ・ブルー2（カール・デュラント〈マイケル・ビーチ〉）
- DISCO ディスコ（ウォルター〈サミュエル・ル・ビアン〉）
- デス・レース（パチェンコ）
- デッドロック（ベーガン医師）
- デトロイト・ロック・シティ（マクナルティ神父、ベスの父〈ロジャー・バートン〉、チャンゴ）
- テラー トレイン（車掌〈ヴァレンティン・ガネフ〉）
- トークショー（ロバート・アイガー、ディック・エバーソル）
- ドクター・ドリトル2（ワニ〈ケヴィン・ポラック〉、ミスター・イタチ）※テレビ朝日版
- トッツィー（ジェフ・スラッター〈ビル・マーレイ〉）※ソフト版
- 隣のヒットマンズ 全弾発射（ゼボ〈ジョニー・メスナー〉）
- 隣のリッチマン
- トムとジェリー（ブッチ[72]）
- トラブル・イン・ハリウッド（スコット〈スタンリー・トゥッチ〉）
- トランザム7000VS激突パトカー軍団（ドン・ウィリアムズ、守衛〈ジェリー・レスター〉）※ソフト版
- トランスフォーマー/ダークサイド・ムーン（ダッチ〈アラン・テュディック〉）
- トリック・ベイビー（クレフィロ刑事、裁判長〈ジョン・ランディス〉）
- トリプルX ネクスト・レベル（コッブ）※テレビ朝日版
- ナイルの宝石 ※テレビ朝日版
- なんちゃって家族（ブラッド・ガードリンガー〈エド・ヘルムズ〉）
- ニューオーリンズ・トライアル（エディ・ウィース）※機内上映版
- ニューヨーク セレナーデ（マーク〈テイト・ドノヴァン〉）
- ニンジャ・チアリーダー（レッド〈マイケル・フィッツギボン〉）
- ノーマンズ・ランド ※テレビ東京版
- バーティカル・リミット（シリル・ベンチ）※テレビ朝日版
- ハート・オブ・ストーン[73]
- パール・ハーバー ※テレビ朝日版
- バイカーボーイズ（ソウル・トレイン〈オーランド・ジョーンズ〉）
- 破壊的防御システム:エンクリプト（エバーショー）
- 裸の夜会（フィリップ）
- ハッカビーズ（スティーブン・ニミエリ）
- バック・トゥ・ザ・フューチャーシリーズ
  - バック・トゥ・ザ・フューチャー（ジェラルド・ストリックランド〈ジェームズ・トールカン〉）※BSジャパン版
  - バック・トゥ・ザ・フューチャー PART2（ジェラルド・ストリックランド〈ジェームズ・トールカン〉、ビフ・タネン博物館のナレーション）※BSジャパン版
  - バック・トゥ・ザ・フューチャー PART3（ストリックランド保安官〈ジェームズ・トールカン〉）※BSジャパン版
- BATS 蝙蝠地獄（トーブ・ホッジ博士）
- バッファロー'66（スコット・ウッズ）
- バトルフィールド TOKYO（ジャスティン・ロバーツ）
- バニシング・チェイス/激突!潜入捜査網25時（クーパー〈デビッド・ワーナー〉）
- パニック・ルーム（ラウール〈ドワイト・ヨアカム〉）※テレビ朝日版
- パニッシャー（タトゥーのマイク）
- 母の眠り（ケイシー）
- ハムナプトラ/失われた砂漠の都（バーンズ）※ソフト版
- ハムナプトラ2/黄金のピラミッド（スパイビー）※テレビ朝日版
- パラダイス・アーミー（ジョン・ウィンガー〈ビル・マーレイ〉）※配信版
- 判決/クライム・オブ・ザ・センチュリー
- ピーターラビット（ミスター・トッド[74]）
  - ピーターラビット2/バーナバスの誘惑[75]
- 陽だまりのイレブン（デメトリス）
- ピッチ・パーフェクト（ジョン・スミス〈ジョン・マイケル・ヒギンズ〉）※ユニバーサル・ピクチャーズ版
- ピッチ・パーフェクト2（ジョン・スミス〈ジョン・マイケル・ヒギンズ〉）
- ピノキオとゼペット（ベルナルド）
- ビバリーヒルズ・チワワ（コヨーテ）
- ビバリーヒルズ・チワワ2（マキブル審査委員長〈フィル・ルイス〉）
- ビューティフル・マインド（マーティン・ハンセン〈ジョシュ・ルーカス〉）
- ヒルズ・ハブ・アイズ（リザード〈ロバート・ジョイ〉）
- ピンチ・シッター（フリオ〈J・B・スムーヴ〉）
- ファーザーズ・デイ（ラス・トレイナー〈チャールズ・ロケット〉）
- ファイターズ・ブルース（タワン）
- ファイナル・ファイター 鉄拳英雄（トニー）
- ファイブ・エイセス（ショーン・ハガティ〈マイケル・マグレイディ〉）
- ファンタスティック・フォー（自動音声）
- フェイス/オフ（フィッチ）※テレビ朝日版
- フォレスト・ガンプ/一期一会（ウェスリー）※フジテレビ版
- 復讐のエトランゼ（デ・パブロ）
- プラウド・メアリー（ビリー・ブラウン）
- ブラック・デイズ（マーティン・ロバーツ）
- ブラック・ナイト（デレク）
- ブラックバード・ライジング（ファブリツィオ・レオーニ）
- ブラックブック（ファン・ハイン）
- ブラックホーク・ダウン（ショーン・ネルソン特技下士官〈ユエン・ブレムナー〉）※ソフト版
- フラッシュフラッド
- ブラッド・フォレスト/吸血のエンジェル（スティーブン〈トム・サヴィーニ〉）
- プラトーン（ドク、マニー・ワシントン、モアハウス）※ソフト版
- ブルー・ストリーク（ディーコン〈ピーター・グリーン〉）
- ブルース・ブラザース（エルウッド・ブルース〈ダン・エイクロイド〉）※BD版
- プレイヤー/死の祈り（レニー・モロー）
- ブレックファスト・クラブ（リチャード・ヴァーノン〈ポール・グリーソン〉）
- ペイチェック 消された記憶
- ペイバック（レアリー刑事）※ソフト版
- ベイブ ※NHK-BS2版
- ペテン師とサギ師/だまされてリビエラ
- BOYS（バド・ヴァレンタイン〈スキート・ウールリッチ〉）
- ボーダーランズ（マーカス〈ベンジャミン・バイロン・デイヴィス〉[76]）
- ボーン・コレクター（本屋の店員）※テレビ朝日版
- ボーン・ダディ（トレント）
- 暴走機関車（ヘリコプターのパイロット）※テレビ朝日版
- ぼくの名犬テンペスト（ロミオ）
- ボディ・ランゲージ
- ホラー・エクスプレス/ゾンビ特急地獄行（プジャルドフ神父〈アルベルト・デ・メンドーサ〉）
- ボロワーズ/床下の小さな住人たち（ジェフ）
- マーヴェリック ※日本テレビ版
- マーシャル・ロー（フロイド・ローズ〈ランス・レディック〉）
- マイアミ・ガイズ -俺たちはギャングだ-（ミゲル、ジミー・ホイッスルズ〈ルイス・ロンバルディ〉）
- マイアミ・バイス ※テレビ東京版
- マイ・ビッグ・ファット・ドリーム（ニコ）
- マイ・ファニー・レディ（セス・ギルバート〈リス・エヴァンス〉）
- マイ・ボディガード（ダニエル・ロサ・サンチェス）※ソフト版
- マシニスト
- マスター・アンド・コマンダー（ハワード）
- マッケンナの黄金（ジョン・コロラド〈オマル・シャリーフ〉）※DVD版
- マッド・シティ（ジェイ・レノ）※ソフト版
- マトリックスシリーズ ※フジテレビ版
  - マトリックス
  - マトリックス リローデッド（ローランド、ジャックス、エージェント・ジャクソン、オペレーター）
  - マトリックス レボリューションズ（ローランド）
- マローン/黒い標的
- ミーン・マシーン（ラチェット）
- Mr.ダマー2 1/2（廷吏）
- ミステリー、アラスカ（ジム・フォックス）
- ミッション:インポッシブル（アレクサンダー・ゴリツィン〈マーセル・ユーレス〉）※テレビ朝日版
- M:I-2（ヒュー・スタンプ〈リチャード・ロクスバーグ〉）
- M：i：III（キンブロー）※フジテレビ版
- ミッション: 8ミニッツ（マックス・デノフ）
- ミラクル・マスクマン（ヤクザのボス）
- メギド（守護者〈ウド・キア〉、ロシアの指導者）
- Merry Christmas! 〜ロンドンに奇跡を起こした男〜（マッツィーニ）
- メリーに首ったけ（ドム・ウォガノウスキー〈クリス・エリオット〉）
- 燃えよ!ピンポン（カール・ウルフシュターク〈トーマス・レノン〉）
- 黙秘 ※テレビ東京版
- 誘拐騒動/ニャンタッチャブル（メルヴィン〈トーマス・F・ウィルソン〉）※VHS版
- ゆかいなブレディー家/トラブルinハワイ（ブレント〈デヴィッド・ラムゼイ〉、ウォーレン・マロニー〈ブライアン・ヴァン・ホルト〉）
- ヨギ & ブーブー わんぱく大作戦（ブラウン市長）
- 歓びを歌にのせて（コニー）
- ライフ・イズ・ビューティフル（ブルーノ）※ソフト版
- ライラの冒険 黄金の羅針盤（教会組織の使者〈サイモン・マクバーニー〉）※テレビ朝日版
- ラスト・キャッスル（ザモロ）
- ラストゲーム（ドン・パグノッティー）
- ラストサマー（ハンク、保安官）※ソフト版
- ラッキーナンバー7（ブリコウスキー〈スタンリー・トゥッチ〉）
- 乱気流/タービュランス（アル・アークエット連邦保安官）※ソフト版
- ランダム・ショット（ドミニカ）
- リアル・ブラッド（サル・サントリ〈アルフレッド・モリーナ〉）
- リトル★ニッキー（チャブス〈カール・ウェザース〉、ビル・ウォルトン、市民〈ロブ・シュナイダー〉、市長）
- レーシング・エンジェルズ（ラスティ・ノールトン）
- レア魔性の肉体（マイルズ・メドウズ〈マーク・マコーレイ〉）※テレビ東京版
- 霊視（クローデット、トム・エリソン）
- レギオン（ガブリエル〈ケヴィン・デュランド〉）
- レジェンド・オブ・フォール/果てしなき想い（ジェームズ・オバニオン）※BD版
- レスリー・ニールセンの2001年宇宙への旅（ブラッドフォード・シュイッツ中尉）
- レッド・ウォーター/サメ地獄（ジーン・ブラッドリー〈ギデオン・エメリー〉）※テレビ東京版
- レッド・オクトーバーを追え!（メレキン）※テレビ朝日版
- レボリューショナリー・ロード/燃え尽きるまで（ジョン・ギヴィングス〈マイケル・シャノン〉）
- ローガン・ラッキー（ジョー・バング〈ダニエル・クレイグ〉）
- ロードキラー（氷トラックの運転手）※テレビ東京版
- ロビンとマリアン（ジョン王〈イアン・ホルム〉）※ソフト版
- ロボコップ（クラレンス・ボディッカー〈カートウッド・スミス〉、オムニ社会長〈ダン・オハーリー〉）※カルチュア・パブリッシャーズ版
- ロボコップ2（オールドマン会長〈ダン・オハーリー〉、ケイン〈トム・ヌーナン〉）※カルチュア・パブリッシャーズ版
- ワールド・ウォーZ（隊長）
- ワイルドシングス（フランキー、デイヴ）※ソフト版
- ワイルド・タウン/英雄伝説（ブース〈ケヴィン・デュランド〉）
- 私がクマにキレた理由（ミスターX〈ポール・ジアマッティ〉）
- 私がこわされるとき（ダン・ポダラス〈デヴィッド・キュービット〉）

#### ドラマ
- iCarly（デブソン先生）
- アガサ・クリスティー ミス・マープル 無実はさいなむ（フィリップ・デュラント〈リチャード・アーミティッジ〉）
- ARROW/アロー（アダム・ハント〈ブライアン・マーキンソン〉）
- アンドロメダ（レヴ・ベム〈ブレント・ステイト〉）
- ER緊急救命室
  - シーズンIII #4（ホワード〈ブルース・ビーティ〉）
  - シーズンXV #20（エド・ミクデー〈マイケル・ガンビーノ〉）
- イン・ザ・ビギニング（ポティファル〈スティーヴン・バーコフ〉）
- ヴァンパイア・ダイアリーズ（ジョン・ギルバート〈デイヴィッド・アンダース〉）
- WITHOUT A TRACE/FBI 失踪者を追え! #77（ジョージ・アンダーソン）
- エージェント・オブ・シールド（フランクリン・ホール博士〈イアン・ハート〉）
- エド〜人生のスプリット〜（フィル・スタッブス〈マイケル・イアン・ブラック〉）
- NCIS: ニューオーリンズ シーズン1 #8（ジェームズ・ウォーカー）
- F.B.EYE!! 相棒犬リーと女性捜査官スーの感動!事件簿（デミトリアス〈マーク・ゴメス〉）
- エレメンタリー ホームズ&ワトソン in NY シーズン4 #16、シーズン6 #18（ヘンリー・バスカヴィル〈トム・エヴェレット・スコット〉）
- オクニョ 運命の女（チョン・デシク〈チェ・ミンチョル〉[77]）
- OZ/オズ（カリーム・サイード〈イーモン・ウォーカー〉）
- オレのことスキでしょ。（イ・ソンギ）
- カリフォルニケーション シーズン6 #7・12（マリリン・マンソン）
- 華麗なるペテン師たち3（ティム・ミレン〈ポール・ケイ〉）
- 機甲戦虫紀LEXX（ヨッツクリー〈マルコム・マクダウェル〉）
- キャッスル 〜ミステリー作家は事件がお好き シーズン3 #9（ウェストフィールド〈ライル・ラヴェット〉）
- クリミナル・マインド8 FBI行動分析課 #10（Mr. コンラッド〈マーク・ポヴィネッリ〉）
- GRIMM2（エリック・レナード〈ジェームズ・フレイン〉）
- クローザー シーズン3（ビル・ホーソン）
- サード・ウォッチ
- ザ・ハンガー シーズン1 #15（吸血鬼〈ジャンカルロ・エスポジート〉）
- ザ・ホワイトハウス シーズン1 #18（ドラム）
- CIA:ザ・エージェンシー（ジョシュア・ナンキン〈デヴィッド・クレノン〉）
- CSI:14 科学捜査班 #20（ゲイリー・コーロフ〈スティーヴ・ヴァレンタイン〉）
- CSI:ニューヨーク7 #8（ゴードン・スプラウス〈ジェフリー・ヴィンセント・パライズ〉）
- CSI: ベガス（ヒューゴ・ラミレス〈メル・ロドリゲス〉[78]）
- ジーニアス:世紀の天才 アインシュタイン（ジョン・エドガー・フーヴァー〈T・R・ナイト〉[79]）
- 主任警部アラン・バンクス2（フレミング）
- 主任警部モース
  - ニコラス・クインの静かな世界（ニコラス・クイン）
  - 死はわが隣人（ジャクソン）
- シンデレラのお姉さん（ヤン・ヘジン）
- 新入社員〜SUPER ROOKIE（イ・ボンサム〈オ・ジホ〉）
- 新ビバリーヒルズ青春白書（チャールズ）
- スイート・ライフ（モーズビー〈フィル・ルイス〉）
  - スイート・ライフ オン・クルーズ
- スウォーズマン 笑傲江湖（ツオ・レンチャン〈クウ・クワンツォン〉）
- スタートレック:ディープ・スペース・ナイン（ドレックス）
- スタートレック:ヴォイジャー（トゥヴォック〈ティム・ラス〉）
- スタートレック:エンタープライズ（ソヴァル〈ゲイリー・グラハム〉）※第4シーズンのみ
- スパルタカス（バイゾ〈ジョン・ロウルズ〉）
- S.W.A.T. シーズン2 #18（ルイス曹長）
- 7デイズ/時空大作戦（ジョン・バラード〈サム・ウィップル〉）
- その冬、風が吹く（チョ・ムチョル〈キム・テウ〉）
- そりゃないぜ!? フレイジャー
  - シーズン1 #5（ダグ〈ジェフ・ダニエルズ〉）、#6（フィリップ・ヘイソン〈ジョン・ルービンスタイン〉、ゲリー）
  - シーズン3 #17（ダグ・ハーヴェイ〈ジョン・サイガン〉）
- 孫子兵法（宗北）
- 大草原の小さな家（ジョン〈ハリス・ユーリン〉）※NHK BS4K版
- チャームド 〜魔女3姉妹〜
  - シーズン7（錬金術師）
  - シーズン8（死の天使）
- テッド ザ・シリーズ #2（銀行員〈マイク・ヘンリー〉）
- ドールハウス Dollhouse（アルファ〈アラン・テュディック〉）
- 24 -TWENTY FOUR- シーズン3、4（デイヴ・コンロン〈トーマス・アラナ〉）
- トゥルー・コーリング（アンドリュー・ウェッブ：#3 他）
- TRUE DETECTIVE/ロサンゼルス（フランク・セミヨン〈ヴィンス・ヴォーン〉）
- Dr.HOUSE シーズン2 #12（アダムの父親）
- トンイ（ハン内官）
- NIP/TUCK マイアミ整形外科医（ショーン・マクナマラ医師〈ディラン・ウォルシュ〉）
- ノアズ・アーク（ロト〈F・マーリー・エイブラハム〉）
- PERSON of INTEREST 犯罪予知ユニット
- バーン・ノーティス 元スパイの逆襲（ケント〈ジェフリー・ジョンソン〉、スティーヴ・ケイヒル）
- ハイテク武装車バイパー シーズン1 #1・3（アレック・コナー）
- 80日間世界一周（トーマス・ニードリング〈アンソニー・フラナガン〉[80]）
- 春のワルツ
- パワーレンジャー・ロスト・ギャラクシー（モーターマンティス）
- バンド・オブ・ブラザース（リン・コンプトン中尉〈ニール・マクドノー〉）
- HEROES/ヒーローズ（ネイサン・ペトレリ〈エイドリアン・パスダー〉）
- ふたりは最高!ダーマ&グレッグ
  - シーズン1 #23（ハワード）
  - シーズン3 #9（ギレルモ、プリモ）
  - シーズン5 #9（航空会社スーパーバイザー〈ティム・バグレー〉）
- THE BLACKLIST/ブラックリスト（ミスター・ヴァルガス〈ポール・ルーベンス〉）、（ジュリアン・ゲール〈エンリケ・ムルシアーノ〉）
  - シーズン1 #11（カール・ホフマン〈フランク・ホエーリー〉）
  - シーズン2 #14（タイラー・キング）、#21（カラクルト〈マイケル・マッシー〉）
- フラッシュポイント-特殊機動隊SRU-（ジャック・スワンソン〈ヘンリー・ツェニー〉、ジョエル・グレイブス）
- FRINGE/フリンジ（セプテンバー〈監視人〉〈マイケル・セルベリス〉）
- ベター・コール・ソウル（ナチョ〈マイケル・マンド〉）（ミスター・X）
- BONES
  - シーズン4 #10（ブレイク）
  - シーズン5 #2（ラトリッジ）
  - シーズン9 #15（ジェフリー）
  - シーズン10 #7（メイソン・バーンズ）
- 僕の彼女は九尾狐（パン・ドゥホン〈ソン・ドンイル〉）
- ホテル・バビロン（フラー）
- ホミサイド/殺人捜査課（フランク・ペンブルトン〈アンドレ・ブラウアー〉）
- ホワイトカラー（ルイーズ）
- MACGYVER/マクガイバー シーズン2 #21（ブース）
- THE MENNTALIST メンタリストの捜査ファイル（スティーブ、ゴーマン連邦保安官）
- ライ・トゥ・ミー 嘘は真実を語る（ヴァス）
- ラスベガス（ギュンターシェフ〈ハリー・グローナー〉）
- リーサル・ウェポン Season2 #4（ダン・クーパー〈エイドリアン・パスダー〉）
- リスナー 心を読む青い瞳（フロスト博士）
- LAW & ORDER:性犯罪特捜班（カルロ）
- ローマ警察殺人課アウレリオ・ゼン 3つの事件（アメデオ・オルシーニ・コロナ）
- LOST（マシュー）

#### アニメ
- アーロと少年（ブッバ）
- アダムス・ファミリー（ノーマン[81]）
- アドベンチャー・タイム（モーティー・ロジャー）
- アメリカン・ドラゴン（ロトウッド）
- おさるのジョージ（アルヴィン・アインシュタイン博士、グリーンビーン博士）
- ガーゴイルズ（アントン・バーソロミュー・セバリアス）
- カーズ2（プロフェッサー・ゼット / ザンダップ教授）
- 怪盗グルーシリーズ
  - 怪盗グルーの月泥棒 3D（スチュアート、フレッド・マクデイド）
  - 怪盗グルーのミニオン危機一発（スチュアート）
  - ミニオンズ（スチュアート、英キャスター）
  - ミニオンズ:アルバイト大作戦（ナレーター）
  - ミニオンズ フィーバー（パイロット2[82]）
- ガジェット警部 最後の事件（ガジェット警部）
- くもりときどきミートボール
- クリフォード（マック）
- グリンチ（トム[83]）
- ケンタウロスワールド(将軍[84])
- サウスパーク（チャールズ・マンソン〈WOWOW版シーズン2〉、ジェフリー・メイナード〈WOWOW版シーズン4〉、メル・ギブソン 他〈FOX版〉）
- ジャングル大騒動 -南極からのSOS-（ギルバート）
- シュガー・ラッシュ（サワー・ビル）
  - シュガー・ラッシュ:オンライン[85]（サワー・ビル）
- シルベスター&トゥイーティー ミステリー
- シンドバッド 7つの海の伝説
- スター・ウォーズ/クローン・ウォーズ（タル・メルク）
- スターシップ・トゥルーパーズ（ジェフ・ゴサード）
- スタートレック:ローワー・デッキ（ドクター・ミグリーモ）
- スーパーマン（ジャクス・ウル将軍）
- スパイダーマン・アンリミテッド（エディ・ブロック / ヴェノム）
- トゥーストゥーピッドドッグス（リトルドッグ）
- 動物園通り64番地（レジナルド）
- ドーラ（ピッグ船長、歌う門、雪だるま、ブーツのパパ、貝）
- トムとジェリー 夢のチョコレート工場（アーサー・スラグワーズ）
- トランスフォーマー アドベンチャー（ナイトストライク）
- ねずみの騎士デスペローの物語（アンドレ）
- バービーとペガサスの魔法（ウェンロック）
- バットマン:ブレイブ&ボールド（マンバット）
- パワーパフガールズ（第2作）
- びっくりスケアリー（デイヴ）
- ファンタスティック Mr.FOX（ラット）
- プチバンピ（船長[86]）
- ペット（バディ）
- ヘラクレス（ハデス）
- モンスターVSエイリアン（ギャラクサー）
- モンスター・ホテル クルーズ船の恋は危険がいっぱい?!（サカナ男、スタン、あらゆる全てのサカナ男[87]）
- ライアンを探せ!（ラリー）
- ランゴ（ファーガス）

#### ドキュメンタリー
- 激戦タラワ〜日米将兵の再会（ヒストリーチャンネル、元米兵）

### デジタルコミック
- VOMIC 銀魂（岡田似蔵）

### 特撮
- ビーファイターカブト（1996年、BCビーザックの声）
- ゴジラアイランド（1997年、ナレーター[5]、暗黒大皇帝の声[5]、キャメロンの声[5]）
- スーパー戦隊シリーズ
  - 電磁戦隊メガレンジャー（1997年、コンドルネジラーの声）
  - 救急戦隊ゴーゴーファイブ（1999年、トルネデウスの声）
  - 未来戦隊タイムレンジャー（2000年、アーノルドKの声）
  - 機界戦隊ゼンカイジャー（2021年、スシワルドの声[88]）
- スターぼうず（2000年、ナレーション）

### ナレーション
- 地球ドラマチック（ボイスオーバー）
  - 「スコットランド"巨石神殿"の謎」
  - 「あなたの知らない"自由の女神"〜隠された謎に迫る〜」
  - 「古代エジプト 大ピラミッドの新事実」
  - 「よみがえるアイスマン 〜科学とアートが明かす謎〜」
- どーよ・この味!グルメに挑戦!
- 向谷鉄道倶楽部
- 追跡!金運王国
- ダイキン工業 うるさら7 CM「会議」篇（声の出演）
- ショップジャパン 「ワンダーコア」
- モーガン・フリーマン 時空を超えて（声の出演）

### その他コンテンツ
- 東京ディズニーランド
  - モンスターズ・インク“ライド&ゴーシーク!”（ランドール）

### シリーズ一覧
1. ↑  第1期（2007年 - 2008年）、第4期『銀魂.』（2018年）
2. ↑  第1期（2007年 - 2008年）、第2期『翼竜伝説』（2008年）
3. ↑  第1期（2007年）、第2期『第弐幕』（2007年）
4. ↑  第1期（2008年 - 2009年）、第2期『II』（2010年）
5. ↑  第4期『REVOLUTION』（2008年）、第5期『EVOLUTION-R』（2009年）
6. ↑  第1期（2008年）、第2期『鉄腕バーディー DECODE:02』（2009年）
7. ↑  第2期『巴里編』（2008年）、第3期『フィナーレ』（2010年）
8. ↑  第1期（2010年 - 2013年）、第2期（2014年 - 2016年）、第3期（2018年 - 2019年）
9. ↑  第1期（2013年）、第2期『2』（2017年）
10. ↑  第1シリーズ（2014年）、第3シリーズ（2021年）
11. ↑  第1期（2015年）、第2期『風塵乱舞』（2016年）
12. ↑  第3期『レボリューションズ』（2015年）、第4期『レジェンドスター』（2016年）
13. ↑  第1期（2015年 - 2016年）、第2期（2016年 - 2017年）
14. ↑  第1期（2016年）、第2期（2018年）
15. ↑  第1シリーズ（2018年）、第2シリーズ（2019年 - 2020年）
16. ↑  第1期（2019年）、第2期『かぐや様は告らせたい？〜天才たちの恋愛頭脳戦〜』[23]（2020年）、第3期『かぐや様は告らせたい-ウルトラロマンティック-』[24]（2022年）、テレビスペシャル『かぐや様は告らせたい-ファーストキッスは終わらない-』（2023年）
17. ↑  第1期（2019年）、第2期第1部（2021年）、第3期（2024年）
18. ↑  第1期（2019年）、第2期『弐ノ章』（2020年）、第3期『参ノ章』第1クール（2025年）、第3期『参ノ章』第2クール（2026年）
19. ↑  第1期（2021年）、第2期（2023年）
20. ↑  第一部（2021年）、第二部（2022年）
21. ↑  Season1（2022年 - 2023年）、Season2（2023年）
22. ↑  1st season（2023年）、2nd season（2023年）
23. ↑  The Final Season 完結編（前編）（2023年）、The Final Season 完結編（後編）（2023年）
24. ↑  第1クール（2023年）、第2クール（2023年）
25. ↑  第1期（2024年）、第2期（2025年）
26. ↑  第1期（2024年）、第2期『Act.2』（2025年）

### 初出話一覧
1. 1 2  第1171話初出
2. ↑  第260話初出
3. ↑  第636話初出
4. ↑  第833話初出
5. ↑  第996話初出
6. ↑  第1092話初出
7. 1 2 3 4  第1話初出
8. 1 2  第9話初出
9. 1 2  第17話初出
10. ↑  第14話初出
11. 1 2  第2話初出
12. 1 2  第3話初出
13. ↑  第26話初出
14. ↑  第11話初出
15. 1 2  第13話初出
16. ↑  第7話初出
17. ↑  第15話初出
18. ↑  第4話初出